# لیم
لیم (به انگلیسی: Lymm) یک روستا و محله مدنی در بریتانیا است که در وارینگتون جنوبی واقع شده‌است. لیم ۱۲٬۳۵۰ نفر جمعیت دارد.